# Municipio de Douglas (condado de Boone)
Douglas Township es un municipio del condado de Boone, Iowa, Estados Unidos. Según el censo de 2020, tiene una población de 2594 habitantes.
Es una subdivisión exclusivamente geográfica, por cuanto el estado de Iowa no utiliza la herramienta de los townships como municipios. El mantenimiento de los datos es realizado por la Oficina del Censo en cooperación con los Gobiernos del estado y de los condados a los efectos exclusivamente estadísticos.
Es incorrecto en este caso, por lo tanto, traducir township como municipio.

## Geografía
La subdivisión está ubicada en las coordenadas 41°54′38″N 93°50′43″O / 41.91056, -93.84528 (41.910514, -93.845172). Según la Oficina del Censo, tiene una superficie total de 45.24 km², de los cuales 44.52 km² corresponden a tierra firme y 0.72 km² están cubiertos de agua.

## Demografía
Según el censo de 2020, hay 2594 personas residiendo en la zona. La densidad de población es de 58.3 hab./km². El 94.87 % de los habitantes son blancos, el 0.54 % son afroamericanos, el 0.04 % es amerindio, el 0.27 % son asiáticos, el 0.66 % son de otras razas y el 3.62 % son de una mezcla de razas. Del total de la población, el 2.31 % son hispanos o latinos de cualquier raza.